# Île Boná
L'île Boná est une île du Panama, appartenant administrativement à la  province de Panama, dans le golfe de Panama et à 30 km au sud de l'entrée du canal de Panama. Elle se trouve au sud de l'île Otoque.